# Бой при Серро-Махома (1864)
Бой при Серро-Махома (исп. Cerro Majoma) произошёл 21 сентября 1864 года во время Второй французской интервенции в Мексику у Асьенда-де-Махома, недалеко от Саусильо, в штате Дуранго, между частями мексиканской армии под командованием генерала Хесуса Гонсалеса Ортеги и французским отрядом полковника Мартена и майора Жапи, результатом которого стала победа французов.
Узнавший о малочисленности французских войск, охранявших Дуранго и коммуникации в тылу, президент Бенито Хуарес задумал отбить столицу штата одним ударом и восстановить свой престиж, подорванный постоянными неудачами. Он сосредоточил силы генералов Мигеля Негрете, Хосе Марии Патони и Хесуса Гонсалеса Ортеги возле Насаса, создав Западный корпус, состоявший из 4500 солдат и 20 артиллерийских орудий, командование над которым он доверил Ортеге.
Командующий французским экспедиционным корпусом маршал Базен, предупрежденный о серьезности положения, приказал отрядам из гарнизонов Сакатекаса, Агуаскальентеса и Леона направиться на север, но из-за расстояния эти войска не смогли прибыть вовремя к началу наступления мексиканцев, которые двигались широким фронтом: Куэнкаме — Ербанис — Тапоне — Сан-Мигель-Мескиталь — Ньевес.
Генерал Л’Эрилле, командующий в Дуранго, имел в своем распоряжении лишь небольшое количество войск, направленных подвижными колоннами по всему региону. Одну из таких колонн, под командой полковника Мартена, состоявшую из пятисот тридцати французов и восьмидесяти мексиканцев (5 рот зуавов, рота пеших стрелков, эскадрон конных стрелков и мексиканский эскадрон), расположенную в Сан-Хуан-дель-Рио, он перебросил с севера от Дуранго на восток от столицы штата, к Саусильо (ныне городок Антонио Амаро), куда та прибыла 20 сентября.
Полковник Мартен, в общих чертах представлявший о направлениях наступления мексиканцев, 21-го двинулся к асьенде Эстансуэла (ныне посёлок Рамон Корона), расположенной в двенадцати лье от Саусильо. Предупреждённый пастухами о близости противника, он выбил аванпосты мексиканцев из асьенды и двинулся дальше: впереди эскадрон конных стрелков, дальше одна рота для поддержки кавалерии, другие четыре роты развернуты, артиллерия в центре.
Дорога из Эстансуэлы на Сан-Мигель-Мескиталь (ныне Мигель-Ауса) поворачивает налево и поднимается на небольшое плато, примерно в трех километрах проходя у подножия холма Серро-Махома, высота которого достигает тридцати метров. Именно за складками местности генерал Ортега выстроил в линию свои части, численностью 2500 человек, и 20 орудий.
Полковник Мартен, полагая, что перед ним только дивизия в полторы тысячи человек, направил атаку своих солдат на северный склон возвышенности, восхождению на которую благоприятствовал покрывающий ее кустарник. Мексиканская артиллерия открыла огонь, и одним из первых пушечных ядер он был убит. Майор Жапи принял командование и приказал продолжить атаку. Зуавы в штыковой атаке взяли холм и расположенные на нём вначале первую, а затем вторую батареи, вынудив республиканцев в беспорядке отступить. Ортеге удалось остановить бегство и вернуть свои батальоны в контратаку. Жапи задействовал свой последний резерв, эскадрон конных стрелков, который опрокинул противника. В свою очередь, пешие стрелки захватывают третью батарею из девяти орудий, стоявшую на позициях по дороге на Мескиталь, и открывают из нее огонь, тем самым ускоряя отступление мексиканцев. Бой длился с четверти третьего до пяти часов дня.
Когда республиканцы стали отступить, французские войска, понесшие тяжелые потери убитыми и ранеными, не стали их преследовать и отошли к Дуранго, куда возвратились 26 сентября. Мексиканские потери составили 300 убитых и раненых и 130 пленных; 200 французов были убиты и ранены.
Так как дивизия Кастаньи вышла из Парраса и создала угрозу флангу республиканцев, президент Хуарес, ожидавший в Насасе результатов своих наступательных операций и узнавший о поражении, ушел с дивизией Негрете и небольшим эскортом из двухсот всадников в Чиуауа.
Бой при Серро-Махома блестяще завершил кампанию в регионе, но его результат не стал решающим для французов, поскольку Хуарес остался на мексиканской территории и, не теряя присутствия духа, просто перенес из Монтеррея в Чиуауа резиденцию своего правительства.